# Dean Butler (hockey sur gazon)
Dean Butler, né le 26 janvier 1977 à Warwick (Queensland), est un joueur australien de hockey sur gazon.

## Palmarès
- Médaille d'or aux Jeux olympiques d'Athènes en 2004[1]